# 乌尔里希·格拉夫
乌尔里希·格拉夫（德語：Ulrich Graf；1878年7月6日—1950年3月3日）是纳粹党的早期成员之一，也是阿道夫·希特勒私人圈子里的成员之一。1923年，格拉夫曾在希特勒的保镖部队中任职，1936年，格拉夫成为了帝国议会中的议员。二战结束后，格拉夫被判处5年重劳役并于1950年死亡。

## 生平
第一次世界大战结束后不久，格拉夫就加入了德国工人党。后来，德国工人党更名为德国国家社会主义工人党，也就是通称的纳粹党。希特勒此时已成为该党党魁。成立于1920年的冲锋队是第一支为保护纳粹官员而建立的准军事组织。穿着褐色制服的冲锋队员的早期职责只是在纳粹党召开集会时维持秩序。不久之后，冲锋队就扩张了自身职能范围并开始破坏敌对政党的正常工作。格拉夫就是冲锋队的早期成员之一。1921年，格拉夫成为了纳粹党党员，党员号为2882。
当时的格拉夫仅仅是一名业余摔跤手，希特勒任命他为私人保镖。格拉夫还是一支为保护希特勒个人安全而成立于1923年的小部队——希特勒突击队（stoßtrupp-hitler，英语：shock troop-Hitler）的成员，当时这支私人卫队的人数还不到20人，而格拉夫就是其中之一。

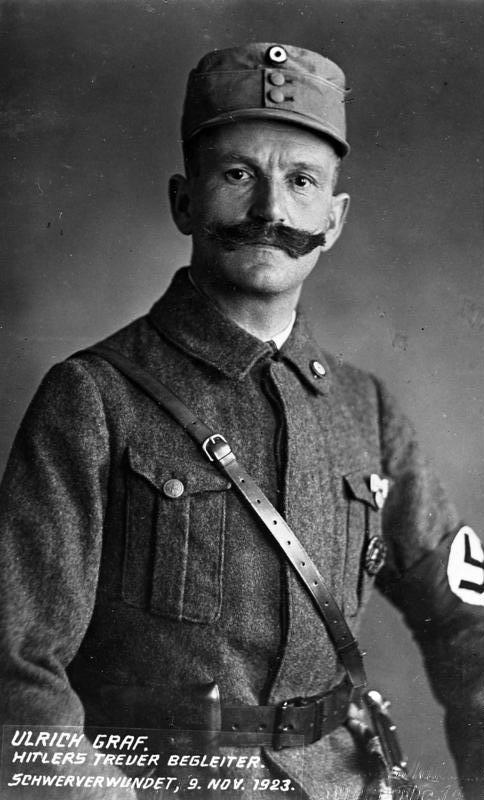
照片上的德語文字是：“希特勒的忠实伙伴乌尔里希·格拉夫于 1923年11月9日受重伤”

1923年11月，格拉夫参与了最终失败了的啤酒館政變。政变中，当冲锋队队员列队走向警方部队时，格拉夫走出队列并向警察高喊：“不要开枪，鲁登道夫将军正在赶来。”但后来随着一声枪响，双方之间的对射还是爆发了。交火仅仅持续了60秒，但已经造成了16名冲锋队员以及4名警察死亡。“警察开枪后，格拉夫的肩部被一颗子弹击中，之后他又飞身扑向希特勒并替他挡了5颗子弹。”
事后，希特勒因叛国罪而被判处5年监禁。但排除候审的时间，希特勒也仅仅只在监狱里待了9个月。希特勒在狱中的9个月以及出狱后的几个月对于纳粹党来说是一段混乱时期。纳粹党官员们经常在公开场合互相争吵，损害了党的形象。希特勒为应对这种乱局而成立了一个调查与调停委员会，目的就是在党内矛盾被外界知晓以前就完成内部和解。在这个三人委员会之中，格拉夫就是其中一员。
1924年12月，格拉夫被选举为慕尼黑市议会议员并于1925年1月1日上任。希特勒在1925年1月的一场与巴伐利亚当局进行的会议上保证尊重政府当局并承诺将只通过民主手段竞争权力。这场会议也使得政府在当年2月16日解除了对纳粹党的禁令。同年，格拉夫加入了获得了重新建立的纳粹党，这一次他的党员号是8。1929年，格拉夫再次被选为议员。到了希特勒于1933年成为国家总理时，格拉夫已经官至党卫队突擊隊大隊領袖。1935年，格拉夫再次成为慕尼黑市议员，1936年，格拉夫被选入帝国议会。
二战结束后，格拉夫于1948年被判处5年重劳役并最终死于1950年3月。 
格拉夫的家族成员为了摆脱和格拉夫以及其纳粹生涯的连结而选择了出售其财物。2019年，格拉夫的血章被一名英国藏家以36000英镑的价格卖给了一名海外买家。